# Quercus mexicana
Quercus mexicana är en bokväxtart som beskrevs av Aimé Bonpland. Quercus mexicana ingår i släktet ekar, och familjen bokväxter. Inga underarter finns listade.